# Katholische Pfarrkirche St. Johann am Tauern

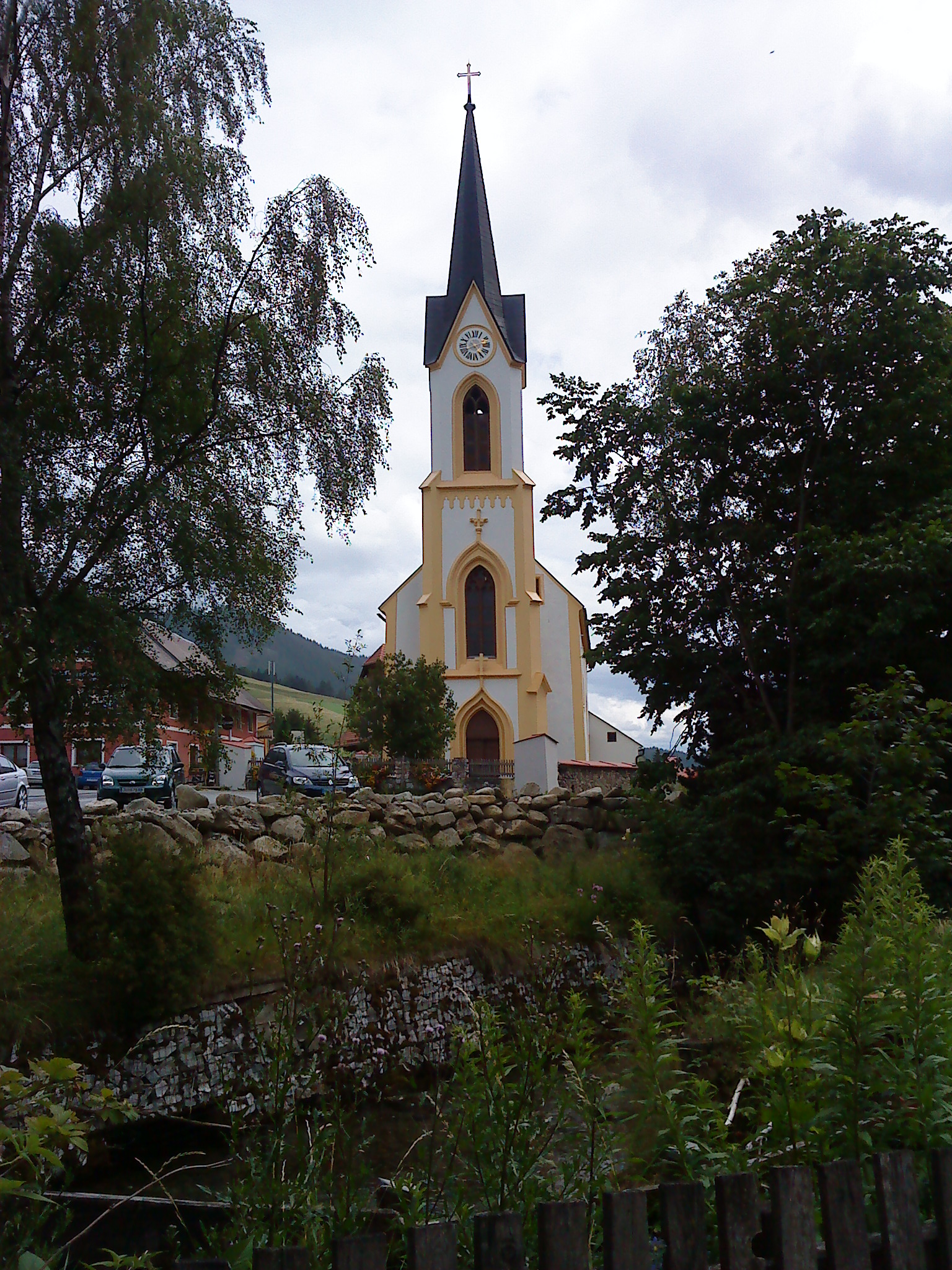
Katholische Pfarrkirche St. Johann am Tauern

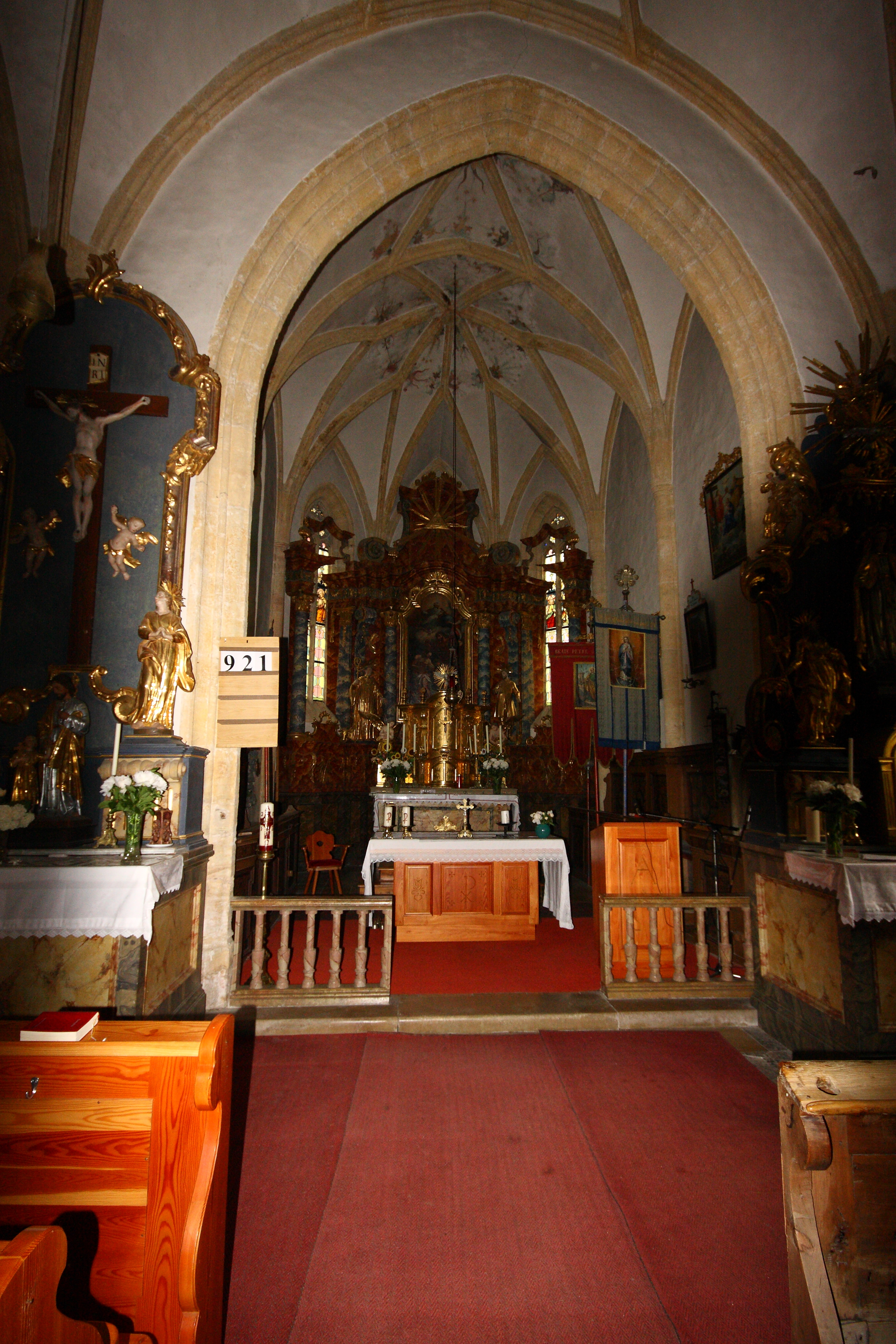
Langhaus, Blick zum Chor

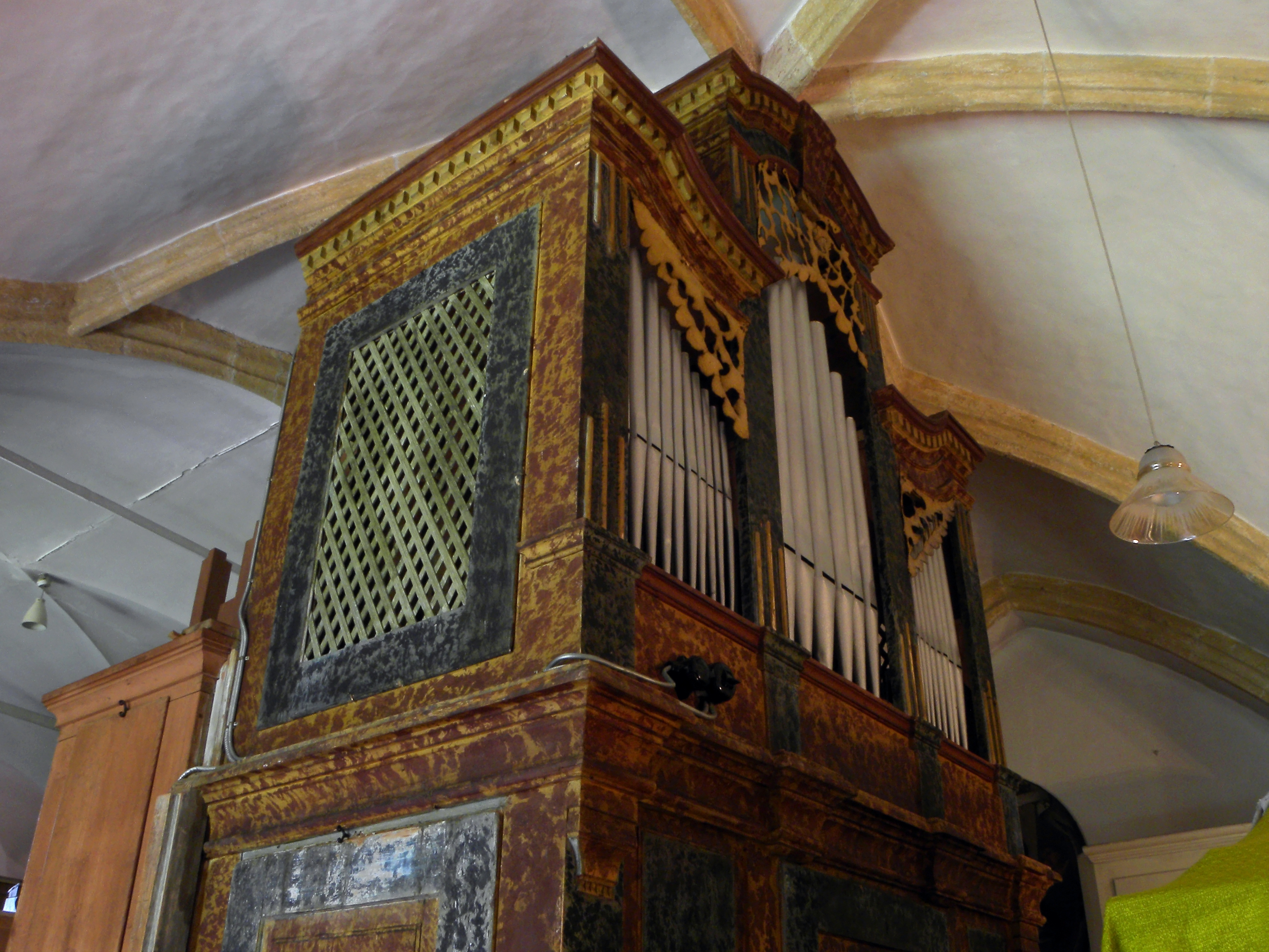
Langhaus, Blick zur Orgel

Die römisch-katholische Pfarrkirche St. Johann am Tauern steht in der Ortschaft Sankt Johann am Tauern der Marktgemeinde Pölstal im Bezirk Murtal der Steiermark. Die dem Patrozinium des hl. Johannes der Täufer unterstellte Pfarrkirche gehört zur Region Obersteiermark West (Dekanat Judenburg) in der Diözese Graz-Seckau. Die Kirche und der Friedhof stehen unter Denkmalschutz (Listeneintrag).

## Geschichte
1363 wird eine Kirche urkundlich genannt. 1788 wurde die Filiale der Pfarrkirche St. Oswald bei Zeiring zur Pfarrkirche erhoben.
Um 1525 wurde die Kirche neu erbaut und 1737 nach Norden erweitert. Der Turm wurde 1864 errichtet. Die Kirche wurde 1958 innen und 1971/1972 außen restauriert.

## Architektur
Die Kirche ist von einem ehemaligen, ummauerten Friedhof umgeben. Das Portal ist spitzbogig. Der neugotische Nordturm trägt einen Spitzhelm.
Das Kircheninnere zeigt ein breites, vierjochiges, genordetes Langhaus. Die drei südlichen Joche sind gotisch, bestehend aus einem spätgotischen Sternrippengewölbe mit einem unregelmäßigen Vierrautenstern auf Halbrunddiensten als Wandvorlagen lagernd. Eine Wandvorlage hat einen Wappenschild. Die Schlusssteine sind rund. Das barocke Nordjoch ist kreuzgratgewölbt. In den beiden Nordjochen steht eine barocke, kreuzgratunterwölbte Empore, zu der eine steinerne Wendeltreppe führt. Der eingezogene, profilierte Fronbogen hat einen Spitzbogen. Der spätgotische, einjochige Chor hat einen Fünfachtelschluss mit Sternrippengewölbe und spätgotischer Rankenmalerei auf 3/4-Runddiensten. Die Maßwerkfenster bestehen aus zwei Bahnen. Die gotische Sakristei im westlichen Chorwinkel hat ein Spitztonnengewölbe.

## Einrichtung
Der marmoriert gefasste Hochaltar in der Art des Johann Nischlwitzer um 1770 nimmt den ganzen Chorschluss ein. Der Hochaltar zeigt das Altarbild Tauf Christi und trägt die Statue der Heiligen Leonhard und Isidor. Der freistehende Tabernakel ist vergoldet. Den rechten Seitenaltar schuf Balthasar Prandtstätter 1728, die Mittelstatue Immaculata ist rezent. Der linke Seitenaltar als Kreuzaltar entstand um 1760/1770. Die Kanzel um 1700 steht auf einem steinernen, gedrehten spätgotischen Fuß. Der Korb zeigt Evangelistenbilder.
Die Orgel baute Simon Anton Hötzl 1831.